# ミーガン・オリー
ミーガン・オリー（Meghan Ory、1982年8月20日 - ）は、カナダの女優。ブリティッシュコロンビア州ビクトリア出身。

## 出演作品
- スーパーナチュラル シーズン7
- ワンス・アポン・ア・タイム（ルビー／赤ずきん）
- 沈黙の絆 TRUE JUSTICE2 PART0（ジュリエット）
- 沈黙の宿命 TRUE JUSTICE PART1（ジュリエット・ソーンダーズ）
- 沈黙の啓示 TRUE JUSTICE PART2（ジュリエット・ソーンダーズ）
- 沈黙の背信 TRUE JUSTICE PART3（ジュリエット・ソーンダーズ）
- 沈黙の弾痕 TRUE JUSTICE PART4（ジュリエット・ソーンダーズ）
- 沈黙の挽歌 TRUE JUSTICE PART5（ジュリエット・ソーンダーズ）
- 沈黙の神拳 TRUE JUSTICE PART6（ジュリエット・ソーンダーズ）
- サンクチュアリ シーズン2
- ダーク・ハウス 戦慄迷館
- ナイトライダー・ネクスト
- フラッシュ・ゴードン
- スリープウォーク
- ダブル・ブロンド
- エクスカリバーII 伝説の聖杯
- スピーシーズX 美しき寄生獣（アレックス）
- ナショナル・ランプーン/感謝祭ホリデー!
- マウンテン・ウォーズ/ホライズン高校物語（ジュリエット・ウェイボーン）
- ヘイレー・ワグナー・ストーリー
- インテリジェンス（ライリー・ニール）
- チェサピーク海岸